# 은혼의 에피소드 목록
아래는 TV 애니메이션, 만화 작품 《은혼》의 방영 정보 목록이다.(※는 오리지널 요소 첨가된 화라는 뜻)
또한 괄호 안은 한국판 제목이며, 한국 방송일은 투니버스에서 처음 방송한 날짜를 표기하였다. 아울러 첫 방송 당시에는 자정에 편성되었는데, 엄밀히 말하자면 편성표보다 1일 뒤로 표기해야 하나 통상적으로 전날 날짜를 기준으로 한다는 점을 반영하였다.

## 목록
| 횟수      | 제목 | 사용 원작                            | 일본                        | 일본      | 한국            | 한국   |
| 횟수      | 제목 | 사용 원작                            | TV 방송일                   | 시청률    | TV 방송일       | 시청률 |
| --------- | --- | ------------------------------------ | --------------------------- | --------- | --------------- | ------ |
| JF-AT '05 | 무엇이든 처음이 중요하므로 다소 발돋움하는 정도가 딱 좋다 일본어: 何事も最初が肝心なので多少背伸びするくらいが丁度よい | ※제17화,1,24화의 일부                | -                           | -         | -               | -      |
| 1         | 이 자식들아아아!! 니들 그러고도 은구슬 달렸냐!(전편) 일본어: てめーらァァァ!!それでも銀魂ついてんのかァァァ!（前編） (이것들아!! 그럴 거면 방울을 떼버려! (전편)) | ※오리지널 (꿈의 연재 제1화)          | 2006년 4월 4일 1시간 스페셜 | 5.6%      | 2008년 7월 28일 | -      |
| 2         | 이 자식들아아아!! 니들 그러고도 은구슬 달렸냐!(후편) 일본어: てめーらァァァ!!それでも銀魂ついてんのかァァァ!（後編） (이것들아!! 그럴 거면 방울을 떼버려! (후편)) | ※오리지널 (꿈의 연재 제1화)          | 2006년 4월 4일 1시간 스페셜 | 5.6%      | 7월 29일        | -      |
| 3         | 곱슬머리치고 나쁜 녀석 없다 일본어: 天然パーマに悪い奴はいない (곱슬머리치고 나쁜 사람 없다) | 제1화                                | 4월 11일                    | 5.1%      | 8월 4일         | -      |
| 4         | 점프는 이따금 토요일에 나오니까 조심해라 일본어: ジャンプは時々土曜にでるから気をつけろ (점프는 가끔 토요일에도 나오니까 조심해!) | 제3화,4화의 일부                     | 4월 25일                    | 5.0%      | 8월 5일         | -      |
| 5         | 할아버지가 돼서도 서로 별명을 부를 수 있는 친구를 만들라 일본어: ジジイになってもあだ名で呼び合える友達を作れ (할아버지가 돼서도 서로 별명을 부를 수 있는 친구를 만들어라!) | 제5화,6화                            | 5월 2일                     | 4.9%      | 8월 11일        | -      |
| 6         | 한 번 한 약속은 죽어도 지켜라 일본어: 一度した約束は死んでも守れ (한 번 한 약속은 죽어도 지켜) | ※제7화                               | 5월 9일                     | 4.0%      | 8월 12일        | -      |
| 7         | 애완 동물은 주인이 끝까지 책임지고 돌봅시다 일본어: ペットは飼い主が責任をもって最後まで面倒を見ましょう (애완 동물은 주인이 책임지고 끝까지 돌봅시다) | ※제2화                               | 5월 16일                    | 4.3%      | 8월 18일        | -      |
| 8         | 끈기와 진드기는 종이 한 장 차이 일본어: 粘り強さとしつこさは紙一重 (끈질긴 것과 집요한 것은 종이 한 장 차이) | ※제8화                               | 5월 23일                    | 5.4%      | 8월 19일        | -      |
| 9         | 싸움은 주먹으로 할 것 일본어: 喧嘩はグーでやるべし (싸움은 주먹으로 하는거야!) | ※제9화                               | 5월 30일                    | 5.1%      | 8월 25일        | -      |
| 10        | 피곤할때는 신 것을 일본어: 疲れた時は酸っぱい物を (피로할때는 신 걸 먹어) | ※제10화                              | 6월 6일                     | 4.0%      | 8월 26일        | -      |
| 11        | 질척질척한 경단은 경단이 아냐, 임마 일본어: >べちゃべちゃした団子なんてなぁ団子じゃねぇバカヤロー (이 멍청아! 질척질척한 경단은 경단이 아냐!) | ※제11화                              | 6월 13일 1시간 스페셜       | 4.5%      | 9월 1일         | -      |
| 12        | 첫인상 좋은 녀석 중에 쓸만한 인간 없다 일본어: 第一印象がいい奴にロクな奴はいない (첫인상이 좋은 녀석치고 괜찮은 녀석 없다!) | ※제4화                               | 6월 13일 1시간 스페셜       | 4.5%      | 9월 2일         | -      |
| 13        | 코스프레를 할 거면 마음까지 단장해 일본어: コスプレするなら心まで飾れ (코스프레를 하려거든 마음속까지 바꿔!) | 제12화,13화,14화                     | 6월 20일                    | 3.9%      | 9월 8일         | -      |
| 14-A      | 남자에겐 개구리를 만져야 진짜 남자가 된다는 얄궂은 룰이 있다 일본어: 男にはカエルに触れて一人前みたいな訳のわからないルールがある '남자는 개구리를 만져야 어른이다' 같은 근거없는 룰이 있다 | 제15화                               | 7월 4일                     | 4.0%      | 9월 9일         | -      |
| 14-B      | 겨드랑이만 씻으면 돼, 겨드랑이만 일본어: 脇だけ洗っときゃいいんだよ 脇だけ (겨드랑이만 씻으면 돼, 겨드랑이만) | 제23화                               | 7월 4일                     | 4.0%      | 9월 9일         | -      |
| 15        | 주인과 펫은 닮는다 일본어: 飼い主とペットは似る (주인과 애완동물은 닮는다) | ※제20화                              | 7월 11일                    | 3.8%      | 9월 15일        | -      |
| 16        | 따지고 보면 인생은 아저씨가 된 뒤에 갈 길이 더 멀잖아! 무셔!! 일본어: 考えたら人生ってオッさんになってからの方が長いじゃねーか! 恐っ!! (생각해보니 인생은 아저씨가 된 뒤부터가 더 길잖아! 무섭다) | ※제 16화                             | 7월 18일                    | 5.3%      | 9월 16일        | -      |
| 17        | 부모와 자식은 싫은 부분만 닮는 법이다 일본어: 親子ってのは嫌なとこばかり似るもんだ (부모와 자식은 욕하면서 닮는다) | 제29화,30화,31화                     | 7월 25일                    | 3.8%      | 9월 22일        | -      |
| 18        | 아아, 역시 우리 집이 최고야 일본어: ああ やっぱり我が家が一番だわ (아아, 역시 우리 집이 최고야) | ※제28화                              | 8월 1일                     | 4.0%      | 9월 23일        | -      |
| 19        | 바닷물이 왜 짜냐고? 너희 도시인이 헤엄치면서 물을 빼고 가서잖아앗!! 일본어: 海の水がなぜしょっぱいかだと?オメーら都会人が泳ぎながら用足してくからだろーがァァ!! (바닷물이 왜 짜냐고? 너희 도시것들이 수영하면서 물 빼고 가서 그런거 아냐!) | ※제32화                              | 8월 8일                     | 3.8%      | 9월 29일        | -      |
| 20        | 벨트 컨베이어를 조심해라 일본어: ベルトコンベアには気を付けろ (벨트 컨베이어를 조심해!) | 제33화,34화                          | 8월 15일                    | 2.6%      | 9월 30일        | -      |
| 21-A      | 남자라면 일단 청새치! 일본어: 男ならとりあえずカジキ! (남자라면 일단은 청새치!) | 제18화                               | 8월 22일                    | 2.7%      | 10월 6일        | -      |
| 21-B      | 선풍기를 틀고자면 배탈나니까 조심해라 일본어: 扇風機つけっぱなしで寝るとおなか壊しちゃうから気を付けて (선풍기 틀어놓고 자면 배탈나니까 조심해!) | 제81화                               | 8월 22일                    | 2.7%      | 10월 6일        | -      |
| 22        | 결혼이란, 평생 착각을 하며 사는 것이다 일본어: 結婚とは勘違いを一生涯し続けることだ (결혼이란 일생을 착각하며 사는 것이다) | ※제40화                              | 9월 5일                     | 4.4%      | 10월 7일        | -      |
| 23        | 난처할 때는 웃어라, 웃어 일본어: 困ったときは笑っとけ笑っとけ (난처할 때는 일단 웃어, 웃어!) | 제26화,27화                          | 9월 12일                    | 3.2%      | 10월 13일       | -      |
| 24        | 귀여운 얼굴 뒤에 반드시 뭔가가 숨겨져 있다 일본어: カワイイ顔には必ず何かが隠れてる (사랑스런 얼굴 뒤에는 반드시 뭔가가 감춰져 있다) | 제38화,39화                          | 9월 19일                    | 4.4%      | 10월 14일       | -      |
| 25        | 냄비는 인생의 척도다 일본어: 鍋は人生の縮図である (전골냄비는 인생의 축소판이다) | ※제100화                             | 10월 5일                    | 2.9%      | 10월 20일       | -      |
| 26        | 부끄러워하지 말고 손들고 말해 일본어: 恥ずかしがらずに手を挙げて言え (부끄러워하지 말고 손들고 말해) | 제36화,37화                          | 10월 12일                   | 2.5%      | 10월 21일       | -      |
| 27        | 검으로 벨 수 없는 것이 있다 일본어: 刀じゃ斬れないものがある (검으로는 벨 수 없는게 있다) | 제42화,43화,44화                     | 10월 19일                   | 2.8%      | 10월 27일       | -      |
| 28        | 좋은 일은 연달아 일어나지 않으면서 나쁜 일은 연달아 일어나는 법이다 일본어: いい事は連続して起こらないくせに悪いことは連続して起こるもんだ (좋은 일은 연달아 일어나지 않지만 나쁜 일은 연달아 일어나는 법이다) | ※제45화                              | 10월 26일                   | 3.0%      | 10월 28일       | -      |
| 29-A      | 당황하지 마! 반품이란 게 있어 일본어: 慌てるな！クーリングオフというものがある (당황하지 마! 반품이라는 게 있잖아) | 제35화                               | 11월 2일                    | 4.1%      | 11월 3일        | -      |
| 29-B      | TV나 신문은 열심히 봐야 한다니까 일본어: テレビとか新聞とかちゃんと見ないとダメだって (TV나 신문같은 건 꼭 챙겨봐야 한다니까!) | 제47화                               | 11월 2일                    | 4.1%      | 11월 3일        | -      |
| 30        | 아이돌도 하는 짓은 니들하고 별 차이 없어 일본어: アイドルだってほぼお前らと同じことやってんだよ (아이돌도 하는 짓은 너희하고 다를거 없어!) | ※제19화                              | 11월 9일                    | 2.8%      | 11월 4일        | -      |
| 31        | 꼭 보면 대수롭지 않은 것이 잘 잊혀지지 않는다 일본어: どうでもいい事に限ってなかなか忘れない (별거 아닌 일일수록 좀처럼 잊혀지지 않는다) | ※제50화                              | 11월 16일                   | 2.9%      | 11월 10일       | -      |
| 32        | 인생은 벨트 컨베이어처럼 흘러간다 일본어: 人生はベルトコンベアのように流れる (인생은 벨트 컨베이어처럼 흘러간다) | 제51화,52화                          | 11월 23일                   | 2.5%      | 11월 11일       | -      |
| 33        | 남 이름을 틀리게 부르는 건 실례다 일본어: 人の名前とか間違えるの失礼だ (남의 이름을 잘못 부르는 건 실례야!) | ※제54화                              | 11월 30일                   | 3.3%      | 11월 17일       | -      |
| 34        | 사랑에 매뉴얼은 필요없다 일본어: 恋にマニュアルなんていらない (사랑에 지침서따윈 필요없어!) | 제85화,86화 전반                     | 12월 7일                    | 3.8%      | 11월 18일       | -      |
| 35-A      | 사랑에 매뉴얼은 필요없다(연장전) 일본어: 恋にマニュアルなんていらない（延長戦） (사랑에 지침서 따윈 필요없어!(연장전)) | 제86화 후반                          | 12월 14일                   | 3.6%      | 11월 24일       | -      |
| 35-B      | 겉으로 사람을 판단하면 안 돼 일본어: 外見だけで人を判断しちゃダメ (겉모습만 보고 사람을 판단하면 못써!) | 제65화                               | 12월 14일                   | 3.6%      | 11월 24일       | -      |
| 36        | 정강이에 상처가 난 녀석일수록 잘 떠든다 일본어: すねに傷がある奴ほどよくしゃべる (켕기는게 있는 녀석일수록 말이 많다) | 제48화,49화                          | 12월 21일                   | 3.5%      | 11월 25일       | -      |
| 37-A      | 산타가 없다고 우겨대는 놈일수록 사실은 있다고 믿고 싶어하는 법이다 일본어: サンタなんていねーんだよって言い張る奴こそホントはいるって信じたいんだよ (산타 할아버지가 없다고 우기는 사람이야말로 사실은 있다고 믿고 싶은거야) | 제99화                               | 12월 28일                   | 2.6%      | 12월 1일        | -      |
| 37-B      | 번뇌가 종 치는 것으로 사라지냐 자신이 제어해라 자신이 일본어: 煩悩が鐘で消えるかァァ 己で制御しろ己で (번뇌가 종소리로 사라지겠냐! 스스로 제어해, 스스로!) | 제53화                               | 12월 28일                   | 2.6%      | 12월 1일        | -      |
| 38-A      | 눈 온다고 신나서 날뛰는 건 애들뿐 일본어: 雪ではしゃぐのは子供だけ (눈이 오면 신나는건 아이들뿐) | 제103화                              | 2007년 1월 11일             | 2.7%      | 12월 2일        | -      |
| 38-B      | 겨울에 먹는 아이스크림도 제법 묘미가 있다 일본어: 冬に食べるアイスもなかなかオツなモンだ (겨울에 먹는 아이스크림도 꽤 독특한 맛이 있다) | 제56화                               | 2007년 1월 11일             | 2.7%      | 12월 2일        | -      |
| 39        | 메뉴가 많은 라면집은 대개 잘 되지 않는다 일본어: メニューが多いラーメン屋はたいてい流行っていない (메뉴가 많은 라면집은 대개 인기가 없다) | ※제55화                              | 1월 18일                    | 4.4%      | 12월 8일        | -      |
| 40        | 출산은 계획적으로 일본어: 子作りは計画的に (출산은 계획적으로) | 제57화,58화                          | 1월 25일                    | 4.4%      | 12월 9일        | -      |
| 41        | 제목만으론 영화의 재미를 알 수 없다 일본어: タイトルだけじゃ映画の面白さはわかんない (제목만 봐선 영화가 재밌는지 알 수 없다) | 제59화,60화,61화 앞부분              | 2월 1일                     | 4.8%      | 12월 15일       | -      |
| 42        | 지렁이한테 쉬하면 붓는다 일본어: みみずにおしっこかけると腫れるよ (지렁이한테 쏘면 붓는다) | 제61화 뒷부분,62화,63화              | 2월 8일                     | 3.7%      | 12월 16일       | -      |
| 43        | 캐릭터는 실루엣만으로도 독자가 알아볼 수 있도록 그리자 일본어: キャラクターはシルエットだけで読者に見分けがつくように描き分けよう (캐릭터는 독자가 실루엣만 보고도 구분할 수 있게 그리자) | ※제64화,67화 앞부분                  | 2월 15일                    | 3.9%      | 12월 22일       | -      |
| 44        | 엄마도 바쁘니까 저녁메뉴 가지고 투정하지 말자 일본어: お母さんだって忙しいんだから夕飯のメニューに文句つけるの止めなさい (엄마도 바쁘니까 저녁메뉴 가지고 불평하지 마) | 제67화,68화,69화                     | 2월 22일                    | 3.8%      | 12월 23일       | -      |
| 45        | 애견산책은 적당한 속도로 일본어: 愛犬の散歩は適度なスピードで (애견산책은 적당한 속도로) | 제71화,72화,73화                     | 3월 1일                     | 3.6%      | 12월 29일       | -      |
| 46        | XX(카바레 클럽)놀이는 20세가 되고나서 해라 일본어: ××（キャバクラ）遊びは20歳になってから (네모네모놀이는 스무살 넘거든 해!) | ※제74화                              | 3월 8일                     | 3.8%      | 12월 30일       | -      |
| 47        | 버찌, 그거 벚나무가 되는거 맞아? 일본어: さくらんぼってアレ桜の木になるの? (버찌라니 그거 벚나무 되는거야?) | ※제66화                              | 3월 15일                    | 4.4%      | 2009년 1월 5일  | -      |
| 48-A      | 닮은 사람끼리는 싸우는 법이다 일본어: 似てる二人は喧嘩する (닮은 사람끼리는 싸운다) | 제75화                               | 3월 22일                    | 3.6%      | 1월 6일         | -      |
| 48-B      | 뭐든 시작한 이상 이기고 봐라 일본어: 何であれやるからには負けちゃダメ (뭐든지 이왕 할거면 지면 안돼) | 제76화                               | 3월 22일                    | 3.6%      | 1월 6일         | -      |
| 49        | 도박 없는 인생은 고추냉이 빠진 초밥과 같은것이여 일본어: ギャンブルのない人生なんてわさび抜きの寿司みてぇなもんだ (도박 없는 인생은 고추냉이 빠진 초밥이나 다름없어!) | ※제70화                              | 3월 29일                    | 2.8%      | 1월 12일        | -      |
| 50        | 이모저모 기합을 넣어 다시 만들자 일본어: 節目節目で気合を入れなおせ | ※오리지널                            | 4월 5일                     | 3.9%      | -               | -      |
| 51        | 우유는 사람의 피부의 온도로 일본어: ミルクは人肌の温度で | ※제77화,78화,79화 앞부분             | 4월 12일                    | 3.4%      | -               | -      |
| 52        | 사람을 만날때는 먼저 애플을 일본어: 人に会うときはまずアポを | 제79화,80화                          | 4월 19일                    | 3.9%      | -               | -      |
| 53        | 스트레스는 대머리의 원인이지만 스트레스가 쌓이지 않게 신경을 쓰면 또 스트레스가 쌓이니까 결국 우리가 할 수 있는 건 아무것도 없다 일본어: ストレスはハゲる原因になるがストレスをためないように気を配るとそこでまたストレスがたまるので結局僕らにできることなんて何もない | 제21화,22화                          | 4월 26일                    | 2.5%      | -               | -      |
| 54        | 누구네 엄마건 엄마들은 대체로 똑같다 일본어: どこの母ちゃんもだいたい同じ | 제104화,105화 전반                   | 5월 3일                     | 3.4%      | -               | -      |
| 55        | 음식을 먹을 때는 쩝쩝대는 소리를 내지 말것 일본어: もの食べるときクチャクチャ音をたてない | 제105화 후반,106화,101화 앞부분      | 5월 10일                    | 3.5%      | -               | -      |
| 56        | 일일국장을 조심하도록텐마이어씨 일본어: 一日局長に気をつけろッテンマイヤーさん | 제101화,102화                        | 5월 17일                    | 3.4%      | -               | -      |
| 57        | 잃어버린 물건을 찾을땐 그날 했던 행동들을 되씹어봐라 일본어: 無くした物を探すときはその日の行動をさかのぼれ | ※오리지널                            | 5월 24일                    | 1.7%      | -               | -      |
| 58        | 매점에선 누가 뭐래도 크로켓빵이 인기 짱 일본어: 売店ではやっぱコロッケパンが一番人気 | 제89화,90화                          | 5월 31일                    | 3.2%      | -               | -      |
| 59        | 우산은 두고 다니지 않도록 주의 바람 일본어: 傘の置き忘れに注意 | 제91화,92화                          | 6월 7일                     | 2.9%      | -               | -      |
| 60        | 해는 다시 떠오른다 일본어: 陽はまた昇る | 제93화,94화                          | 6월 14일                    | 3.5%      | -               | -      |
| 61        | 새까만 밤에는 벌레들이 불빛에 모여든다 일본어: 闇夜の虫は光に集う | 제95화,96화,97화                     | 6월 21일                    | 3.1%      | -               | -      |
| 62        | 함흥차사 일본어: ミイラ捕りがミイラに | ※제98화                              | 6월 28일                    | 자료 없음 | -               | -      |
| 63        | 점프 다음 호 예고는 믿을 게 못 된다 일본어: ジャンプの次号予告は当てにならない | ※제124화                             | 7월 5일                     | 2.6%      | -               | -      |
| 64        | 맛좋은 바를 먹으면 의외로 배가 든든해진다 일본어: んまい棒は意外とお腹いっぱいになる | ※제108화                             | 7월 12일                    | 2.7%      | -               | -      |
| 65        | 소년은 투구벌레를 통해 생명의 소중함을 깨닫는다 일본어: 少年はカブト虫を通し生命の尊さを知る | ※제83화,84화                         | 7월 19일                    | 2.8%      | -               | -      |
| 66        | 꽃보다 경단 일본어: 華より団子 | ※제109화                             | 7월 26일                    | 2.2%      | -               | -      |
| 67-A      | 줄기차게 달리기에 인생 일본어: 走り続けてこそ人生 | 제87화                               | 8월 2일                     | 2.5%      | -               | -      |
| 67-B      | 이상적인 그녀는 역시 미나미 일본어: 理想の彼女はやっぱり南ちゃん | 제88화                               | 8월 2일                     | 2.5%      | -               | -      |
| 68        | 이 세상은 온통 귀신 천지 일본어: 渡る世間はオバケばかり | ※제82화                              | 8월 9일                     | 2.6%      | -               | -      |
| 69        | 쓰레기 분리수거에 협력 바랍니다 일본어: ゴミの分別回収にご協力下さい | ※제140화,141화 대부분                | 8월 16일                    | 3.3%      | -               | -      |
| 70        | 사랑스러운것도 너무 많으면 징글맞다 일본어: 可愛いモノも多すぎると気持ち悪い | ※제141화 일부,142화,143화,144화 전반 | 8월 23일                    | 3.0%      | -               | -      |
| 71        | 지울 수 없는 데이터도 있다 일본어: 消せないデータもある | ※제144화 후반,145화,146화            | 8월 30일                    | 3.2%      | -               | -      |
| 72-A      | 개의 눈알은 향긋한 냄새가 난다 일본어: 犬の肉球はこうばしい匂いがする | 제126화                              | 9월 6일                     | 3.1%      | -               | -      |
| 72-B      | '...할지도 몰라' 정신으로... 일본어: かもしれない運転でいけ | 제125화                              | 9월 6일                     | 3.1%      | -               | -      |
| 73        | 송이버섯이 그렇게 맛있는 것인지 한번 잘 생각해보자 일본어: そんなに松茸って美味しいもんなのか一度良く考えてみよう | ※제41화                              | 9월 13일                    | 3.3%      | -               | -      |
| 74        | 만화가는 비축해둔 원고가 있을 때 비로소 프로 일본어: 漫画家は原稿のストックが出来てこそ一人前 | ※제133화,134화                       | 9월 20일                    | 3.5%      | -               | -      |
| 75        | 일에 대한 불평은 집에서 하지 말고 밖에서 해라! 라고 하니까 내 한 마디 좀 하겠는데 '사무라이의 나라' 우리 나라가 그렇게 불렷던 건 이젠 먼 옛날 이야기...라면서 시작했던 이 만화영화도 이젠 1년 반. 이런 일 저런 일 무지 많았었지. 이제, 슬슬 신 전개로 가려나라고 생각했는데 '쳇 뭐야 총집편이냐, 만들기 귀찮다 이거지?'라고 애니메이션 만드는 것도 무지 힘든 거니까! 일본어: 仕 事のグチは家でこぼさず外でこぼせ！って言うからちょっとこぼさせてもらうけどね「侍の国」僕らの国がそう呼ばれていたのは今は昔の話…とか言って始まっ たこのアニメもはや一年半。あんな事こんな事いろんな事があったよね。で、そろそろ色々振り返ってもいいかなーと思ったのに「チェッなんだよ総集編かよ、 手抜きじゃね?」とかアニメだって作るの大変なんだから文句言うのやめなさい! | ※오리지널                            | 9월 27일                    | 3.2%      | -               | -      |
| 76        | 그럴 때는 아무 말 없이 팥밥 일본어: そういう時は黙って赤飯 | ※제110화,111화                       | 10월 4일                    | 자료 없음 | -               | -      |
| 77        | 어제의 적은 오늘도 이래저래 적 일본어: 昨日の敵は今日もなんやかんやで敵 | 제112화,113화,114화                  | 10월 11일                   | 4.6%      | -               | -      |
| 78        | 식성이 까다로운 사람은 사람한테도 까다롭다 일본어: 食べ物の好き嫌い多い人は人間の好き嫌いも多い | 제115화,116화                        | 10월 18일                   | 3.5%      | -               | -      |
| 79        | 사람 넷이 모이면 별별 지혜가 다 나온다 일본어: 四人揃えばいろんな知恵 | 제117화,118화                        | 10월 25일                   | 4.2%      | -               | -      |
| 80        | 평소 때 안경을 쓰던 놈이 안경을 안 쓰면 뭔가가 부족한 듯 부품이 하나 빠진 것 같다 일본어: 普段眼鏡をかけてる奴が眼鏡を外すとなんかもの足りない パーツが一個足りない気がする | 제119화,120화,121화                  | 11월 8일                    | 3.2%      | -               | -      |
| 81        | 여자에게 최고의 화장은 미소 일본어: 女の一番の化粧は笑顔 | 제122화,123화                        | 11월 15일                   | 4.2%      | -               | -      |
| 82        | 귀엽다는 말을 연발하는 자기 자신을 귀엽다고 생각하지, 너희들? 일본어: カワイイを連発する自分自身をカワイイと思ってんだろ お前ら | 제25화                               | 11월 22일                   | 3.2%      | -               | -      |
| 83        | 운에 신분이 무슨 상관 일본어: 運に身分は関係ない | 제127화,128화                        | 11월 29일                   | 2.9%      | -               | -      |
| 84        | 남자는 마음에 달걀 완숙 일본어: 男は心に固ゆで卵 | ※제135화,136화                       | 12월 6일                    | 2.9%      | -               | -      |
| 85        | 달걀 완숙은 뭉개지지 않는다 일본어: 固ゆで卵は潰れない | 제136화,137화                        | 12월 13일                   | 3.4%      | -               | -      |
| 86        | 양을 세는 일에 열중해서 결국 잠들지 못할 때도 많다 일본어: 羊数えるの自体に夢中になったりして結局 眠れないことも多い | 제129화,130화                        | 12월 20일                   | 3.6%      | -               | -      |
| 87        | 나랑 일이랑 뭐가 더 중요하냐고 묻는 여자에겐 저먼 수플렉스를 일본어: 私と仕事どっちが大事なのとかいう女にはジャーマンスープレックス | 제131화,132화                        | 12월 27일                   | 2.3%      | -               | -      |
| 88        | 미팅은 시작할 때까지가 제일 재밌다 일본어: 合コンは始まるまでが一番楽しい | 제138화,139화                        | 2008년 1월 10일             | 3.7%      | -               | -      |
| 89        | 두 번 있는 일은 세 번도 있다 일본어: ２度あることは３度ある | ※제150화                             | 1월 17일                    | 3.7%      | -               | -      |
| 90        | 맛있는 것일수록 식중독에 걸리면 무섭다 일본어: 美味いものほど当たると恐い | ※제46화                              | 1월 24일                    | 3.9%      | -               | -      |
| 91        | 살 빼고 싶으면 움직여 일본어: やせたいなら動け | 제156화,157화                        | 1월 31일                    | 3.3%      | -               | -      |
| 92        | 사람의 단점을 찾아내는 것보다 장점을 찾아낼 수 있는 사람이 돼라 일본어: 人の短所を見つけるより長所を見つけられる人になれ | ※제152화                             | 2월 7일                     | 4.8%      | -               | -      |
| 93        | 히어로도 고민은 한다 일본어: ヒーローだって悩んでる | ※제151화                             | 2월 14일                    | 3.5%      | -               | -      |
| 94        | 반드시 양손을 가죽 손잡이에 일본어: 必ず両手をつり革に | ※제153화,154화                       | 2월 21일                    | 3.8%      | -               | -      |
| 95        | 남자들이여, 완폐아이거라 일본어: 男たちよマダオであれ | 제154화,155화                        | 2월 28일                    | 4.3%      | -               | -      |
| 96        | 남자라면 포기하지 마 일본어: 男なら諦めるな | 제170화,171화                        | 3월 6일                     | 4.9%      | -               | -      |
| 97-A      | 과거의 무용담은 30퍼센트 부풀려 얘기해서 분위기 띄우면 돼, 띄우면 일본어: 昔の武勇伝は三割増で話せ 盛り上がればいいんだよ 盛り上がれば | 제24화                               | 3월 13일                    | 4.3%      | -               | -      |
| 97-B      | 남자는 꽃집이나 케이크 가게 아가씨한테 약하다 일본어: 花屋とかケーキ屋の娘に男は弱い | 제107화                              | 3월 13일                    | 4.3%      | -               | -      |
| 98        | 게임은 하루 1시간 일본어: ゲームは一日一時間 | 제147화,148화                        | 3월 20일                    | 5.1%      | -               | -      |
| 99        | 인생도 게임도 온통 버그 천지 일본어: 人生もゲームもバグだらけ | 제148화,149화                        | 3월 27일                    | 3.0%      | -               | -      |
| 100       | 좋아할 수 없는 것일수록 사랑스럽다 일본어: 好かれないものほど愛おしい | ※제169화                             | 4월 3일                     | 5.0%      | -               | -      |
| 101       | 룰은 깨기 위해 존재한다 일본어: 掟は破るためにこそある | 제158화,159화                        | 4월 10일                    | 4.2%      | -               | -      |
| 102       | 오타쿠는 수다를 좋아해 일본어: オタクは話し好き | 제160화,161화                        | 4월 17일                    | 4.8%      | -               | -      |
| 103       | 장점과 단점은 종이 한 장 차이 일본어: 長所と短所は紙一重 | 제162화,163화,164화                  | 4월 24일                    | 4.5%      | -               | -      |
| 104       | 소중한 것은 잘 보이지 않는다 일본어: 大切なものは見えにくい | 제165화,166화                        | 5월 1일                     | 4.2%      | -               | -      |
| 105       | 모든 일에는 흥과 타이밍이 중요해 일본어: 何事もノリとタイミング | 제167화,168화                        | 5월 8일                     | 3.7%      | -               | -      |
| 106       | 연애는 대부분 서든 데스 방식 일본어: 恋愛たいていサドンデス方式 | ※오리지널                            | 5월 15일                    | 3.4%      | -               | -      |
| 107       | 부모 마음 자식은 모른다 일본어: 親の心子知らず | 제184화,185화                        | 5월 22일                    | 4.1%      | -               | -      |
| 108       | 침묵이 금 일본어: 言わぬが花 | 제185화,186화                        | 5월 29일                    | 3.6%      | -               | -      |
| 109       | 인생은 시험이다 일본어: 人生は試験だ | 제173화                              | 6월 5일                     | 3.3%      | -               | -      |
| 110       | 사람은 모두 자신이라는 우리를 부수는 탈옥수 일본어: 人は皆 自分という檻を破る脱獄囚 | 제193화,194화                        | 6월 12일                    | 3.4%      | -               | -      |
| 111-A     | NH물은 절대 그녀에게 발견되게 하지 마 일본어: ＮＨ物は絶対彼女に見つかるな | ※오리지널                            | 6월 19일                    | 3.3%      | -               | -      |
| 111-B     | 거의 100퍼센트 확률로 비닐 우산을 잃어버리고 다니는 내가 싫다 일본어: ほぼ100%の確率でビニール傘を置き忘れてくる自分が嫌い | 제172화                              | 6월 19일                    | 3.3%      | -               | -      |
| 112       | 서서 일할 수 있는 행운아 일본어: 起きて働く果報者 | 제183화                              | 6월 26일                    | 3.1%      | -               | -      |
| 113-A     | 변기를 광내는 것은 곧 마음을 광내는 것이다 일본어: 便器を磨く事 これ心を磨く事なり | 제188화                              | 7월 3일                     | 3.0%      | -               | -      |
| 113-B     | 변기를 광내는 것은 곧 마음을 광내는 것이다 일본어: 便器を磨く事 これ心を磨く事なり | ※오리지널                            | 7월 3일                     | 3.0%      | -               | -      |
| 114       | 푸딩에 간장 뿌리면 성게 맛이 난다고 하지만 푸딩에 간장 뿌려도 푸딩과 간장 맛 밖에 나지 않는다 일본어: プリンに醤油かけたらウニの味がするって言うけどプリンに醤油かけてもプリンと醤油の味しかしない | ※오리지널                            | 7월 10일                    | 2.7%      | -               | -      |
| 115       | 한 사람의 시간도 소중하다 일본어: 一人の時間も大事 | 제174화,175화                        | 7월 17일                    | 2.6%      | -               | -      |
| 116       | 누가 뭐래도 경험이 최고 일본어: 亀の甲より年の功 | 제176화,177화                        | 7월 24일                    | 3.1%      | -               | -      |
| 117       | 아름다움은 여름과일 같은 것 일본어: 美は夏の果実の如き物 | 제178화,179화                        | 7월 31일                    | 3.5%      | -               | -      |
| 118       | 허리는 꼬부라져도 꼿꼿하게 일본어: 腰は曲がっても まっすぐに | 제180화,181화,182화                  | 8월 7일                     | 4.1%      | -               | -      |
| 119       | 담배는 한 상자에 한두 개피씩 꼭 말똥 냄새를 풍기는 녀석이 있다 일본어: タバコは一箱に一、二本 馬糞みたいな匂いのする奴が入っている | 제202화                              | 8월 14일                    | 3.9%      | -               | -      |
| 120-A     | 한번 집은 접시는 돌아오지 않는다 일본어: 一度取った皿は戻さない | 제187화                              | 8월 21일                    | 3.5%      | -               | -      |
| 120-B     | 해외의 일본 요리집의 맛은 학교 급식 수준 일본어: 海外の日本料理店の味はだいたい学食レベル | ※오리지널                            | 8월 21일                    | 3.5%      | -               | -      |
| 121       | 초짜는 십자와 일자만으로 충분해 일본어: 素人はプラスとマイナスだけで十分だ | 제189화,190화                        | 8월 28일                    | 3.4%      | -               | -      |
| 122       | 상상력은 중2때 배양된다 일본어: 想像力は中２で培われる | 제190화,191화                        | 9월 4일                     | 3.5%      | -               | -      |
| 123       | 가슴엔 항상 드라이버 한 개 일본어: いつも心に一本のドライバー | 제191화,192화                        | 9월 11일                    | 4.7%      | -               | -      |
| 124       | 조르는 것도 지나치면 협박 일본어: おねだり度がすぎれば脅迫 | ※오리지널                            | 9월 18일                    | 4.4%      | -               | -      |
| 125       | 최종장 돌입! 일본어: 最終章突入！ | ※오리지널                            | 9월 25일                    | 4.3%      | -               | -      |
| 126       | 문자로 밖에 전해지지 않는 것이 있다 일본어: 文字でしか伝わらないものがある | 제203화,204화                        | 10월 2일                    | 3.6%      | -               | -      |
| 127       | 만나지 않으면 모르는 것도 있다 일본어: 会わないとわからないこともある | 제204화,205화                        | 10월 9일                    | 3.9%      | -               | -      |
| 128       | 만나도 모르는 것도 있다 일본어: 会ってもわからないこともある | 제205화,206화                        | 10월 16일                   | 3.5%      | -               | -      |
| 129       | 애완동물이 아무거나 못 주워먹도록 조심해 일본어: 拾い食いに気をつけろ | 제207화                              | 10월 23일                   | 3.5%      | -               | -      |
| 130       | 고양이 애호가와 개 애호가는 친하게 지내지 못한다 일본어: 猫好きと犬好きは相容れない | 제208화                              | 10월 30일                   | 3.5%      | -               | -      |
| 131       | 여행지에서는 대체로 싸우게 된다 일본어: 旅行先ではだいたいケンカする | 제196,197화                          | 11월 6일                    | 4.1%      | -               | -      |
| 132       | 브리프에 XX자국은 절대 불가피 일본어: ブリーフの××筋は絶対不可避 | 제197,198화                          | 11월 13일                   | 3.5%      | -               | -      |
| 133       | 긴과 본좌의 밥 축내기 일본어: 銀と閣下の穀潰し | 제198,199화                          | 11월 20일                   | 4.0%      | -               | -      |
| 134       | 유령 소재를 다룰 때는 신중하게 일본어: 幽霊ネタやる時は慎重に | 제200,201화                          | 11월 27일                   | 3.9%      | -               | -      |
| 135       | 「지구 전에, 더 위험한 『긴타맨』의 미래를 생각해라」 일본어: 「地球の前に、もっと危ない『ギンタマン』の未来を考えろ」 | ※오리지널                            | 12월 4일                    | 3.2%      | -               | -      |
| 136       | 자신이 있을 곳은 자신이 만드는 것 일본어: 己の居場所は己で作るもの | 제230화                              | 12월 11일                   | 4.1%      | -               | -      |
| 137-A     | 고백에 자신 있는 남자는 99% 장담하건데 없다 일본어: 告白に自信のある男なんて99%いない | ※오리지널                            | 12월 18일                   | 3.6%      | -               | -      |
| 137-B     | 산타가 없다고 주장하는 놈은 사실은 믿고 싶은 거겠지? 심술쟁이 녀석 같으니 일본어: サンタはいないって奴こそ本当は信じたいのね この天邪鬼(あまのじゃく)さん | ※오리지널                            | 12월 18일                   | 3.6%      | -               | -      |
| 138       | 가끔은 옛날 이야기를 해볼까 일본어: 時には昔の話をしようか | 제195화                              | 12월 25일                   | 3.6%      | -               | -      |
| 139       | 지갑은 바지 뒷주머니에 넣지마 일본어: 財布は尻ポケットに入れるな | 제210화,211화                        | 2009년 1월 8일              | 3.6%      | -               | -      |
| 140       | 맑은 날 우산 든 녀석을 조심할 것 일본어: 晴れの日に雨傘さす奴には御用心 | 제212화,213화                        | 1월 15일                    | 3.3%      | -               | -      |
| 141       | 싸움에 말참견은 위험 일본어: ケンカの横槍は危険 | 제214화,215화,216화                  | 1월 22일                    | 3.8%      | -               | -      |
| 142       | 인생은 선택사항의 연속 일본어: 人生は選択肢の連続 | 217화,218화,219화                    | 1월 29일                    | 4.0%      | -               | -      |
| 143       | 네 다리로 서는 것이 짐승 두 다리와 의지와 허세로 서는 것이 남자 일본어: 四本足で立つのが獣 二本足と意地と見栄で立つのが男 | 220화,221화,222화                    | 2월 5일                     | 3.5%      | -               | -      |
| 144       | 잠자리에서 하는 이야기는 믿지 마 일본어: 寝物語は信用するな | 제223화,224화                        | 2월 12일                    | 4.0%      | -               | -      |
| 145       | 인연의 색은 가지각색 일본어: 絆の色は十人十色 | 제225화,226화                        | 2월 19일                    | 4.8%      | -               | -      |
| 146       | 낮에 마시는 술 맛은 미묘하게 다르다 일본어: 昼間に飲む酒は一味違う | 제227화,228화                        | 2월 26일                    | 3.1%      | -               | -      |
| 147       | 모든 어른들은 모든 아이들의 인스트럭터(instructor) 일본어: 全ての大人達は全ての子供達のインストラクター | 제229화                              | 3월 5일                     | 4.3%      | -               | -      |
| 148       | 지퍼는 천천히 올려 일본어: チャックはゆっくり引きあげろ | 제233화,234화                        | 3월 12일                    | 4.2%      | -               | -      |
| 149       | 쭈쭈바를 두 개로 나눌 때에는 그 쥐는 부분이 왠지 좋아 그쪽부터 먹는 것도 별미 일본어: チューパットを二つに分ける時は あの持つトコある奴の方がなんかイイあそこから飲むのもオツ | 제234화,235화                        | 3월 19일                    | 3.0%      | -               | -      |
| 150       | 강자에게는 복종하라 일본어: 長いものには巻かれろ | ※오리지널. 가짜 최종회.              | 3월 5일                     | 4.2%      | -               | -      |
| 151       | 머리카락을 자르면서 주고 받는 미용사와의 대화는 세상에서 제일 하잘 것 없다 일본어: 髪切りながら交わされる美容師との会話は世界で一番どうでもいい | 제231화                              | 4월 2일                     | 4.7%      | -               | -      |
| 152       | 하늘은 사람 위에 사람을 만들지 않고 상투를 만들었습니다 일본어: 天は人の上に人をつくらず髷をつくりました | 제232화                              | 4월 9일                     | 3.3%      | -               | -      |
| 153       | 자는 아이는 자란다 일본어: 寝る子は育つ | 제237화                              | 4월 16일                    | 2.6%      | -               | -      |
| 154       | 생일파티에서는 평소의 그 녀석이 다르게 보인다 일본어: 誕生日会はいつものアイツが違う奴に見える | 제236화                              | 4월 23일                    | 3.2%      | -               | -      |
| 155       | 뒤의 뒤의 뒤는 뒤 일본어: 裏の裏の裏は裏 | ※오리지널                            | 4월 30일                    | 3.0%      | -               | -      |
| 156-A     | 포장마차에 들어가려면 미묘하게 용기가 필요하다 일본어: 屋台に入るには微妙に勇気がいる | 제238화                              | 5월 7일                     | 3.4%      | -               | -      |
| 156-B     | 첫 심부름이 저거, 뭔가 저거 아냐? 일본어: はじめてのおつかいってあれ、なんかあれじゃね? | ※오리지널                            | 5월 7일                     | 3.4%      | -               | -      |
| 157       | 남자가 모이면 어떤 장소라도 전쟁터가 된다 일본어: 男が揃えばどんな場所でも戦場になる | 제239화                              | 5월 14일                    | 3.2%      | -               | -      |
| 158       | 친구가 상처를 입으면 즉시 병원으로 일본어: 友達がケガしたらすぐに病院へ | 제240화                              | 5월 21일                    | 2.9%      | -               | -      |
| 159       | 귤은 하나가 썩으면 어느샌가 골판지안의 귤을 썩힌다 일본어: みかんは一個腐るといつの間にかダンボール中のみかんを腐らせる | 제241화                              | 5월 28일                    | 3.5%      | -               | -      |
| 160       | 외국인이 보면 여기도 외국인 우주인이 보면 여기도 우주인 일본어: 外国人から見たらこっちも外国人 宇宙人から見たらこっちも宇宙人 | 제242화                              | 6월 4일                     | 3.5%      | -               | -      |
| 161       | 몇번을 봐도 라퓨타는 훌륭하다 일본어: 何回見てもラピュタはいい | 제243화                              | 6월 11일                    | 2.7%      | -               | -      |
| 162       | 사랑이란 대가가 없는 것 일본어: 愛とは無償のものなり | 제244화                              | 6월 18일                    | 3.1%      | -               | -      |
| 163       | 외국 함선은 가라앉을 때도 화려하다 일본어: 黒船は沈む時も派手 | 제245화                              | 6월 25일                    | 2.4%      | -               | -      |
| 164       | 송이버섯으로 맑은장국 끓여 먹으면 그냥 먹는 것보다 맛있지? 일본어: 松茸のお吸い物ってアレ ホンモノよりうまいよね | ※오리지널                            | 7월 2일                     | 2.4%      | -               | -      |
| 165       | 그루터기 근처엔 머리 박고 죽은 토끼가 수두룩하다 일본어: 柳の下にどじょうは沢山いる | 제246화                              | 7월 9일                     | 3.1%      | -               | -      |
| 166       | 하나보다는 둘, 한 명 보다는 두명 일본어: 一つより二つ 一人より二人 | ※오리지널                            | 7월 16일                    | 2.3%      | -               | -      |
| 167       | 매끈한 폴리곤은 사람의 마음도 매끈하게 한다 일본어: なめらかなポリゴンは人の心もなめらかにする | 제247화                              | 7월 23일                    | 3.7%      | -               | -      |
| 168       | 사람의 신체는 소우주 일본어: 人の身体は小宇宙 | 제248화                              | 7월 30일                    | 3.8%      | -               | -      |
| 169       | 인도받는 바보들 일본어: 導かれしバカたち | 제249화,250화                        | 8월 6일                     | 2.6%      | -               | -      |
| 170       | 그리고 전설로 일본어: そして伝説へ | 제250화,251화                        | 8월 13일                    | 2.9%      | -               | -      |
| 171       | 딴 사람 흉내만 내고 다니다간 고소당한다 일본어: 人の真似ばかりして訴えられる | ※오리지널                            | 8월 20일                    | 3.7%      | -               | -      |
| 172       | 사탕과 채찍은 사용나름 일본어: アメとムチは使いようそして伝説へ | 제252화                              | 8월 27일                    | 2.9%      | -               | -      |
| 173-A     | 중요한 건 겉모습이 아니라 알맹이 일본어: 大事なのは見た目ではなく中身 | ※오리지널                            | 9월 3일                     | 2.8%      | -               | -      |
| 173-B     | 모습보다 알맹이가 중요하다 해도 한도가 있는 법이다 일본어: 見た目より中身といっても限度がある | ※오리지널                            | 9월 3일                     | 2.8%      | -               | -      |
| 174-A     | 바다에다 대고 '바보야'라고 외치는 사람이 아직도 있을까? 일본어: 海に向かってバカヤローとか言う人ってまだいるのだろうか | ※오리지널                            | 9월 10일                    | 3.4%      | -               | -      |
| 174-B     | 사람은 갇히게 되면 내면의 문이 열린다 일본어: 人は閉じこめられると自分の中の扉が開く | 제253화                              | 9월 10일                    | 3.4%      | -               | -      |
| 175       | 몇살이 돼도 치과 의사는 싫어 일본어: 幾つになっても歯医者は嫌 | 제263화,264화                        | 9월 17일                    | 2.7%      | -               | -      |
| 176       | 카운트다운 개시 일본어: カウントダウン開始 | ※오리지널                            | 9월 24일                    | 2.5%      | -               | -      |
| 177       | 밤의 거미는 재수가 없다 일본어: 夜の蜘蛛は縁起が悪い | 제254화,255화                        | 10월 1일                    | 3.2%      | -               | -      |
| 178       | 거미줄은 한 번 얽히면 좀처럼 손 쓸 수 없다 일본어: 蜘蛛の糸は一度絡まるとなかなかとれない | 제255화,256화                        | 10월 8일                    | 3.9%      | -               | -      |
| 179       | 무책임한 녀석이 화내면 더 무섭다 일본어: チャランポランな奴程怒ると恐い | 제257화,258화,259화                  | 10월 15일                   | 3.4%      | -               | -      |
| 180       | 중요한 짐일수록 무거워 짊어지기 어렵다 일본어: 大切な荷ほど重く背負い難い | 제259화,260화                        | 10월 22일                   | 3.6%      | -               | -      |
| 181       | 술과 여자는 원 세트로 조심해라 일본어: 酒と女はワンセットで気をつけろ | 제261화,262화                        | 10월 29일                   | 3.1%      | -               | -      |
| 182       | 인기투표 따위 엿이나 쳐먹어! 일본어: 人気投票なんて糞食らえ | 제265화                              | 11월 5일                    | 2.9%      | -               | -      |
| 183       | 인기투표 따위 불타서 재나돼라! 일본어: 人気投票なんて燃えて灰になれ | 제266화                              | 11월 12일                   | 3.4%      | -               | -      |
| 184       | 인기투표 따위… 일본어: 人気投票なんて… | 제267화,268화                        | 11월 19일                   | 3.5%      | -               | -      |
| 185-A     | 벌에 쏘이면 오줌 바르라는 건 미신입니다. 바이러스에 감염될 수 있으니까 조심하셔! 일본어: 蜂に刺されたら小便かけろってアレは迷信です バイ菌が入るから気をつけようね!! | 제269화                              | 11월 26일                   | 3.7%      | -               | -      |
| 185-B     | 고향과 젖가슴은 멀리 있기에 생각나는 것 일본어: 故郷とおっぱいは遠くにありて思うもの | ※오리지널                            | 11월 26일                   | 3.7%      | -               | -      |
| 186       | 사망 플래그를 조심해라 일본어: 死亡フラグに気をつけろ | 제270화,271화                        | 12월 3일                    | 2.9%      | -               | -      |
| 187       | 플래그를 밟으면 안녕 일본어: フラグを踏んだらサヨウナラ | 제271화,272화                        | 12월 10일                   | 3.1%      | -               | -      |
| 188       | 관찰일기는 끝까지 다하자 일본어: 観察日記は最後までやりきろう | 제274화                              | 12월 17일                   | 3.2%      | -               | -      |
| 189-A     | 올해 안에 할 수 있는 것은 올해 중으로 끝내는 것이 마무리가 좋지만 바로 내년부터 다시 결말을 내려고 생각하다가 뒷전으로 해버리는 것이 연말의 약속 일본어: 今年できる事は今年中にやっちゃった方が区切りいいんだけど つい来年から仕切り直しやい?やって思って後回しにしてしまうのが年末のお約束 | ※오리지널                            | 12월 24일                   | 3.4%      | -               | -      |
| 189-B     | 라디오 체조는 소년 소녀의 사교장 일본어: ラジオ体操は少年少女の社交場 | 제273화                              | 12월 24일                   | 3.4%      | -               | -      |
| 190       | 물건을 찾을 때는 그 녀석의 시선이 되어 찾아라 일본어: 捜しものをする時はそいつの目線になって捜せ | 제275화,276화                        | 2010년 1월 7일              | 3.1%      | -               | -      |
| 191       | 자유라는 것은 무법이 아니라 자신의 룰로 살아가는 것 일본어: 自由とは無法ではなく己のルールで生きること | 제277화,278화                        | 1월 14일                    | 3.4%      | -               | -      |
| 192       | 가부키쵸 길고양이 블루스 일본어: かぶき町 野良猫ブルース | 제278화,279화                        | 1월 21일                    | 3.2%      | -               | -      |
| 193       | 요리는 근성 일본어: 料理は根性 | 제280화                              | 1월 28일                    | 2.5%      | -               | -      |
| 194       | 리바이어던이란 말을 들으면 꼭 사자에상이 떠오르는 나는 바보!! 일본어: リヴァイアサンってきいたらどうしてもサザエさんがチラつく俺のバカ！！ | 제281화                              | 2월 4일                     | 2.5%      | -               | -      |
| 195       | 비에도 지지 않고 일본어: 雨ニモ負ケズ | 제282화,283화                        | 2월 11일                    | 3.9%      | -               | -      |
| 196       | 바람에도 지지 않고 일본어: 風ニモ負ケズ | 제283화,284화                        | 2월 18일                    | 3.2%      | -               | -      |
| 197       | 폭풍에도 지지 않고 일본어: 嵐ニモ負ケズ | 제285화,286화                        | 2월 25일                    | 3.3%      | -               | -      |
| 198       | 어떤 때라도 웃음을 잃지 않는 일본어: イカナル時ニモ笑顔ヲ絶ヤサナイ | 제287화,288화                        | 3월 4일                     | 3.3%      | -               | -      |
| 199       | 강하고 아름다운 사람이 나는 되고 싶어 일본어: ソンナ強ク美シイモノニ私ハナリタイ | 제288화,289화                        | 3월 11일                    | 2.9%      | -               | -      |
| 200       | 산타클로스의 빨강은 피의 빨강 일본어: サンタクロースの赤は血の赤 | 제290화,291화                        | 3월 18일                    | 3.6%      | -               | -      |
| 201       | 모든 인류는 산타(은혼 최종회) 일본어: 人類みなサンタ | 제291화,292화                        | 3월 25일                    | 3.9%      | -               | -      |
| 202       | 봄방학이 끝나면 모두 조금 어른처럼 보인다(은혼' 재방영 첫 회) 일본어: 春休み明けは皆ちょっと大人に見える | 제324화,325화                        | 2011년 4월 4일              | 3.0%      | -               | -      |
| 203       | 여름방학이 끝나도 모두 조금 어른처럼 보인다 일본어: 夏休み明けも皆けっこう大人に見える | 제325화,326화                        | 4월 11일                    | 2.4%      | -               | -      |
| 204-A     | 연하장은 붓 펜으로 써라 일본어: 年賀状は筆ペンでいけ | 제294화                              | 4월 18일                    | 2.2%      | -               | -      |
| 204-B     | 카카오 보다 마음 일본어: カカオよりココロ | 제295화                              | 4월 18일                    | 2.2%      | -               | -      |
| 205-A     | 식사는 밸런스를 생각해라 일본어: 食事はバランスを考えろ | 제293화                              | 4월 25일                    | 3.0%      | -               | -      |
| 205-B     | 사람은 모두 운명과 싸우는 전사 일본어: 人は皆運命と戦う戦士 | 제313화                              | 4월 25일                    | 3.0%      | -               | -      |
| 206       | 간판 가게의 간판 아가씨는 귀찮으니까 2장 판때기라고 불러 일본어: 看板屋の看板娘はもう面倒なんで二枚の板と呼べ | 제296화                              | 5월 2일                     | 2.4%      | -               | -      |
| 207       | 안경은 마음의 일부입니다 일본어: メガネは魂の一部です | 제318화,319화                        | 5월 9일                     | 2.2%      | -               | -      |
| 208       | 안경으론 볼 수 없는 것도 있다 일본어: メガネじゃ見えないものがある | 제320화,321화                        | 5월 16일                    | 1.8%      | -               | -      |
| 209       | 항상 있을 거라고 생각하지 마라 부모님과 돈과 젊음과 방과 Y셔츠와 너랑 나와 은혼 애니 일본어: いつまでもあると思うな 親と金と若さと部屋とYシャツと私とあなたとアニメ銀魂 | ※오리지널                            | 5월 23일                    | 2.7%      | -               | -      |
| 210       | 무법의 거리에 모여드는 것은 꺄후~ 한 녀석들 뿐 일본어: 無法の街に集うはキャッホーな奴ばかり | 제297화,298화                        | 5월 30일                    | 2.4%      | -               | -      |
| 211       | 무덤에서 날뛰는 건 유령뿐만이 아니다 일본어: 墓場で暴れるのは幽霊だけでない | 제299화,300화                        | 6월 6일                     | 2.7%      | -               | -      |
| 212       | 사내의 사슬 일본어: 侠の鎖 | 제301화,302화                        | 6월 13일                    | 2.6%      | -               | -      |
| 213       | 철의 거리 일본어: 鉄の街 | 제303화,304화,305화,306화            | 6월 20일                    | 2.1%      | -               | -      |
| 214       | 기억해주세요!! 일본어: お控えなすって!! | 제306화,307화,308화,309화            | 6월 27일                    | 1.8%      | -               | -      |
| 215       | 홀이냐, 짝이냐 일본어: 丁か半か | 제310화,311화                        | 7월 4일                     | 2.0%\|-   | -               |        |
| 216       | 공장 견학은 기억에 남지 않는다 일본어: 工場見学記憶に残ってねェ | 제331화,332화                        | 7월 11일                    | 2.2%\|-   | -               |        |
| 217       | 두 번 있는 일은 세번도 있다 일본어: 二度ある事は三度ある | 제322화,323화                        | 7월 18일                    | 1.4%\|-   | -               |        |
| 218       | 게의 집게발은 인연을 끊는 가위 일본어: カニのハサミは絆を断つハサミ | 제328화                              | 7월 25일                    | 2.2%\|-   | -               |        |
| 219       | 사람은 모르는 사이에 빌린 물건을 꿀꺽하는 죄를 범하고 있다 일본어: 人は知らないうちに借りパクという罪を犯している | 제333화                              | 8월 1일                     | 2.6%\|-   | -               |        |
| 220       | 목욕탕에서는 몸도 마음도 벌거숭이 일본어: 銭湯では身も心も丸裸 | 제334화,335화                        | 8월 8일                     | 2.7%\|-   | -               |        |
| 221       | 수한무 일본어: 寿限無 | 제314화                              | 8월 15일                    | 2.6%\|-   | -               |        |
| 222       | 이름은 실체를 나타낸다 일본어: 名は体を表す | 제315화                              | 8월 22일                    | 2.4%\|-   | -               |        |
| 223       | 아저씨의 가정 사정은 상당히 하드 일본어: おっさんの家庭事情は大分ハード | 제329화,330화                        | 8월 29일                    | 1.6%\|-   | -               |        |
| 224       | 청과 적의 엑스터시 일본어: 青と赤のエクスタシー | 제343화                              | 9월 5일                     | 2.8\|-    | -               |        |

## 참고
1. ↑  대한민국에서는 시즌1(1년차)이 끝나는 49화까지만 방영되었다.

## 같이 보기
- 은혼
- 은혼의 등장인물 목록
- 은혼의 단행본 목록